# 작은연필꼬리나무쥐
작은연필꼬리나무쥐(Chiropodomys pusillus)는 쥐과에 속하는 설치류의 일종이다. 나무 위에서 생활하는 수상성 설치류로 보르네오섬의 토착종이다. 사바주와 사라왁주(말레이시아)와 칼리만탄 남부(인도네시아) 지역에서 발견된다. 현재 알려진 분포 지역보다 더 널리 분포하는 것으로 추정된다.